# Bunofagea
Bunofagea is een geslacht van hooiwagens uit de familie Zalmoxioidae.
De wetenschappelijke naam Bunofagea is voor het eerst geldig gepubliceerd door Lawrence in 1959. 

## Soorten
Bunofagea omvat de volgende 2 soorten:
- Bunofagea gracilipes
- Bunofagea remyi